# Léon Ashkenazi
Pour les articles homonymes, voir Ashkenazi.
 (octobre 2021).
Si vous disposez d'ouvrages ou d'articles de référence ou si vous connaissez des sites web de qualité traitant du thème abordé ici, merci de compléter l'article en donnant les références utiles à sa vérifiabilité et en les liant à la section « Notes et références ».
Léon Ashkenazi (en hébreu : יהודא ליאון אשכנזי Yehouda Lion Ashkenazi), plus connu en France sous le totem de Manitou, est un rabbin, philosophe et kabbaliste franco-israélien du XXe siècle, né le 21 juin 1922 à Oran et mort le 21 octobre 1996 à Jérusalem.
Après une enfance en Algérie française interrompue par la Seconde Guerre mondiale, il participe à la renaissance du judaïsme français d'après-guerre, combinant sa formation kabbalistique aux enseignements du philosophe Jacob Gordin pour faire redécouvrir la pensée juive à une génération qui en fait, avec André Neher et Emmanuel Levinas, l’un de ses maîtres à penser.
À la suite de la guerre des Six Jours, il émigre en Israël et devient l’un des plus importants porte-paroles du sionisme religieux en France.

## Éléments biographiques

### L’Algérie
Léon Ashkenazi naît à Oran dans une famille de huit enfants et reçoit les prénoms de Yehouda Léon. Son père, David, est le dernier grand-rabbin d’Algérie. Sa mère, Rachel Touboul, est originaire d'Oran.
Baignant dans une atmosphère multiculturelle, il se définit alors comme « Français d’Algérie de religion juive », priant en hébreu, fredonnant en arabe, parlant en français. Il étudie la tradition juive auprès de son père, de son grand-père maternel et de leurs disciples tout en suivant une scolarité laïque à l’École française. L’antisémitisme le touche peu : ses contacts avec les chrétiens sont peu fréquents et l’antisémitisme de l’islam ne s’exprime que dans la sphère religieuse ; les Juifs vivent dans des quartiers particuliers mais non séparés, comme au Maroc ou en Tunisie. Opposé à l’assimilation religieuse, il se considère cependant comme indubitablement français, membre à part entière de la nation française.
Il intègre en 1940 les Éclaireurs israélites de France, alors que ce mouvement entre en résistance contre l’Allemagne nazie. Il y reçoit son totem de « Manitou ». Mais à la suite de l'abolition du décret Crémieux, les « Français d’Algérie de religion juive » deviennent des « Juifs indigènes algériens » et le demeurent jusqu'en juin 1943, après l'Opération Torch. Le jeune Léon, qui a par ailleurs vu son nom en bonne place sur une liste d’otages, découvre alors une « faille dans [sa] relation à l’identité française ». Sa condition juive le privant d’intégrer l’armée régulière, il s’engage dans la Légion étrangère en 1943 en tant qu'aumônier militaire pour se retrouver interné au camp de Bedeau de 1943 à 1944, en raison de cette même origine. Il fait ensuite la guerre dans la Coloniale, un corps de métier de l’infanterie française. Parti avec l’Armée d'Afrique, il est blessé à Strasbourg quelques semaines avant la victoire et c’est en convalescence qu’il assiste à la fête de l’Armistice sur la Canebière.
Le contingent de permissionnaires dont il fait partie retourne en Algérie mais il est dérouté sur Constantine parce qu’au même moment éclatent les premières révoltes nationales arabes.

### La France
Rapidement contraint de quitter l’Algérie, Léon Ashkenazi débarque en France, ayant toutefois mesuré la fragilité de sa relation « naturelle » à celle-ci. En même temps, il a pris conscience de la dimension « nationale » du judaïsme à travers le caractère irréversible de la destruction des communautés d’Europe.
Il répond donc à l’appel de Robert Gamzon (Castor), dont il a reçu une circulaire sur le front d'Alsace en 1944, pour relever les EIF et fonder l’école des cadres Gilbert Bloch d'Orsay, afin de reconstituer la communauté juive et ses cadres. Il y rencontre sa future épouse, Esther (Bambi), rescapée de la Shoah, et Jacob Gordin, son « premier maitre de la tradition ashkénaze », dont il recueille l’enseignement. C’est à la demande de ce dernier que le jeune rabbin demeure à l'École d'Orsay pour enseigner le judaïsme, tandis que Robert Gamzon et d’autres choisissent d’émigrer en Israël en 1949.

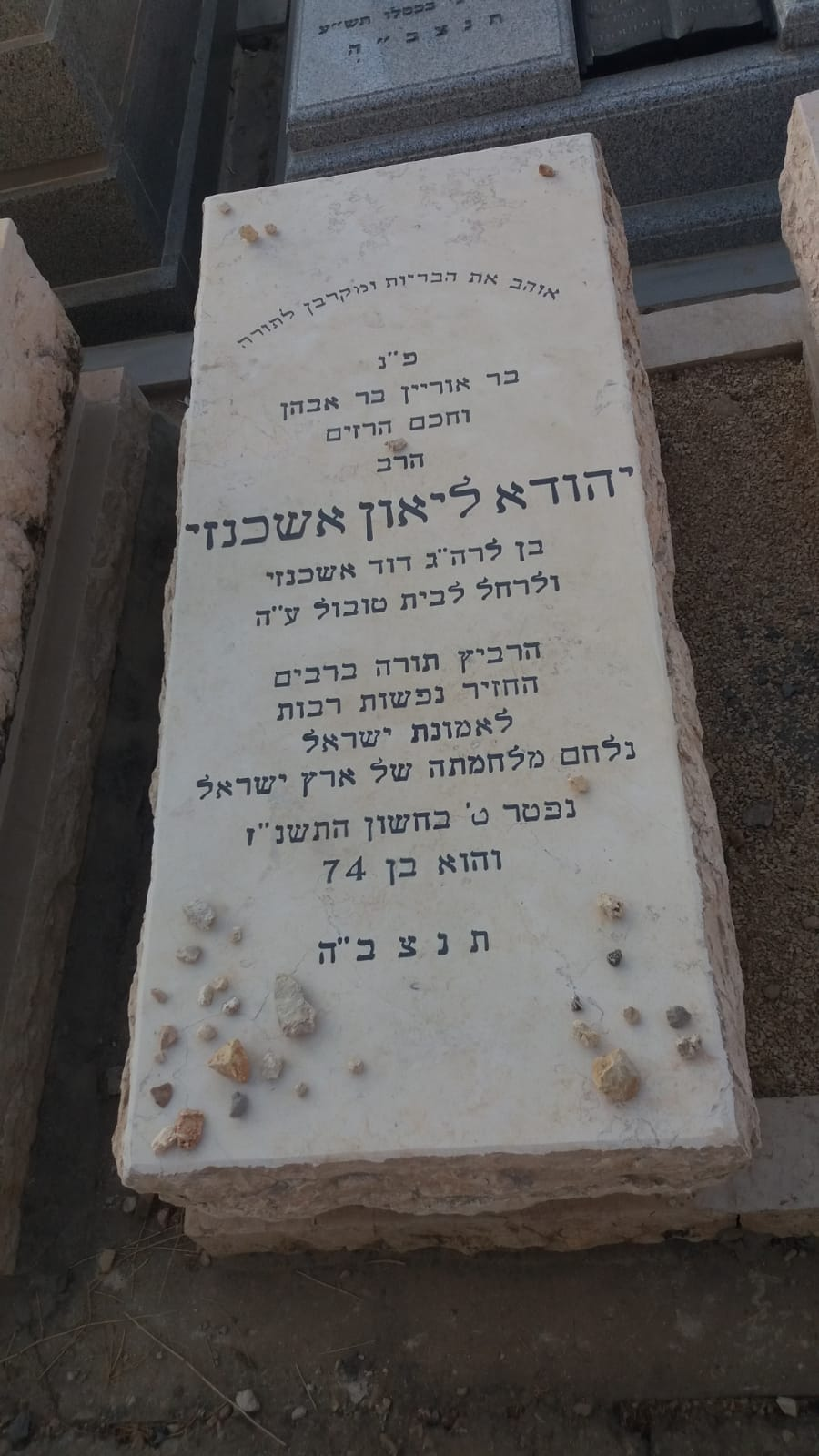
Tombe de Léon Askenazi au cimetière du Mont des Répits a Jérusalem.

Devenu directeur de l'école, commissaire général des EEIF (de 1954 à 1955) et président de l'UEJF, Léon Ashkenazi obtient une licence en philosophie ainsi qu’un diplôme de l'École d'ethnologie et d'anthropologie du Musée de l'Homme. Il entreprend de raviver le judaïsme des jeunes générations, « affadi par deux siècles de Haskalah », critiquant à la fois l'immobilisme de la communauté orthodoxe, le réformisme du Consistoire d’alors, et le rationalisme universitaire qui, « confondant érudition et sagesse, ne sait plus croire aux choses dont il parle ». Activement engagé dans la restauration du dialogue judéo-chrétien, il dénonce l’aberration théologique que constitue à ses yeux le judéo-christianisme, affirmant que le judaïsme n’a pas à justifier l'honorabilité de sa tradition ni à la mesurer à l’aune des valeurs des philosophies et civilisations qui n'ont cessé de la juger. Il enseigne aussi le caractère positif d’une identité nationale juive qui transcende les nombreuses cultures juives de la diaspora et les unit bien plus efficacement que ne l’aurait fait un simple ciment « religieux ».
Pensant trouver la réalisation concrète de ces idées en Israël où il organise des voyages pour les élèves de l'École d'Orsay et pour les cercles universitaires, il envisage de s’y établir mais remet la chose à plus tard car son père, souffrant, a besoin de lui pour organiser le rapatriement de sa communauté en France. Celui-ci met du temps à s'organiser, pendant lequel Manitou s'investit totalement dans l'aspect éducatif. Bien que ne remplissant pas de fonction de « ministre officiant », il se considère comme « un rabbin qui enseigne aux universitaires ».
En 1957, il présente au Séminaire de l'Union mondiale des étudiants juifs un rapport intitulé « l'héritage du judaïsme et l'université ». Il dénonce l'inadéquation et l'inaptitude tant des universités que des yeshivot à assurer un enseignement à la fois moderne et enraciné dans le judaïsme. Il n'aura donc de cesse d'y remédier, en donnant de nombreuses conférences aux quatre coins de la francophonie, en fondant de nombreux centres d'étude, dont le Centre universitaire d'études juives.

### 3epériode: Israël
Il monte en Israël en 1968, peu après la guerre des Six Jours, et étudie auprès du Rav Zvi Yehouda Kook et du Rav Shlomo Binyamin Ashlag. Là aussi, il fonde un réseau d'enseignement du judaïsme, l'Institut Mayanot et le Centre Yaïr, centre d'études juives et israéliennes, principalement fréquenté par les francophones d'Israël.
Il participe également à de nombreux comités, gouvernementaux ou autres, pour l'éducation et les relations à la Diaspora juive. Il participe au rapprochement de l'État d'Israël avec le Cameroun et, à travers lui, avec le continent africain.
Prônant un sionisme religieux, il ne cesse de s'impliquer dans le dialogue interreligieux, avec le christianisme comme l'islam, et rencontre aussi le Dalaï-lama.
Connu en France et auprès du public francophone israélien, il est par contre méconnu ailleurs jusqu'à son décès à Jérusalem en 1996. Ses écrits sont alors diffusés par ses nombreux élèves, notamment Eliyahou Zini, Shlomo Aviner ou encore Ouri Cherki, et connaissent un regain d'intérêt.

## Famille
Léon Ashkenazi épouse Esther Papierman, (« Bambi »), survivante de la Shoah, où toute sa famille a péri, à Auschwitz. Elle est née le 29 octobre 1927 à Paris et est morte le 9 décembre 2015 en Israël. Elle est la fille de Herman Papierman et de Hanna Papierman. Ils ont deux fils, David Henri Ashkenazi et Michel Elie Ashkenazi, et trois filles,Danielle Lieber épouse de Chlomo lieber, Yaël Pressman-Halamish (épouse d'Elie Pressman, mort en 1982 pendant la guerre du Liban) et épouse de Ariel Hallamish et Ariela Pivko (épouse d'Israel Pivko). David Henri Ashkenazi est né le 10 novembre 1949 à Orsay et est mort le 9 janvier 2011, à Jérusalem, d'un cancer.
Herman Papierman est né le 2 janvier 1899 à Wolbórz (Pologne) et a 43 ans. Hanna Papierman (née Ell), née le 8 mars 1899 à Tomaszów (Pologne) a 43 ans. Leur fils Isaac Papierman, né le 7 mai 1924 dans le 12e arrondissement de Paris a 18 ans. Leur dernière adresse est : ligne de démarcation-7 rue du Ruisseau dans le 18e arrondissement de Paris. Ils sont déportés par le Convoi No. 35, en date du 21 septembre 1942 de Pithiviers à Auschwitz.

## Élèves notables
- Elie Guez
- Avi Vanwetter
- Henri Atlan
- Liliane Atlan
- Ruth Blau
- Shlomo Aviner
- Ouri Cherki
- Georges Hansel
- Rivon Krygier
- Paul Biya
- Zécharia Zermati (Juge Rabbinique à Jerusalem ayant condensé dans un livre en français l'enseignement de Manitou sur l'étude de la Kabbale en Algérie)
- Giuseppe Laras (Grand Rabbin d'Italie et Grand Rabbin de Milan, Av Beth Din du Beth Din des Communautés Juives de l'Italie du Nord et du Centre).

## Anecdotes
Le président camerounais Paul Biya a longtemps été sous l'influence de Manitou qui l'aurait persuadé qu'il resterait au pouvoir tant qu'il ne voterait pas contre Israel aux Nations unies.

## Œuvres
Manitou fut surtout un maître de la parole. il a toutefois rédigé quelques livres, dont:
- La Parole et l'écrit, t. I : Penser le tradition juive aujourd'hui, Paris, Albin Michel, coll. « Présences du Judaïsme », janvier 2000, 529 p. (ISBN 2226108440)
- La Parole et l'écrit, t. II : Penser la vie juive aujourd'hui, Paris, Albin Michel, coll. « Présences du Judaïsme », janvier 2005, 656 p. (ISBN 2226154337)
- Leçons sur la Torah : Notes sur la paracha, Paris, Albin Michel, coll. « Spiritualités vivantes », avril 2007, 453 p. (ISBN 2226178260)
- Un Hébreu d'origine juive, Hommage au rav Yéhouda Léon Askénazi, MANITOU, Textes réunis par Michel Koginsky, éditions Omaya
- Ki Mitsion
  - Tome 1 - Notes sur la Paracha'
  - Tome 2 - Moadim'
- André Chouraqui et Léon Askenasi, A l'heure d’Israël, éditions Albin Michel, 2018, introduit et annoté par Denis Charbit.
- Ouvrages en préparation :[réf. nécessaire]
  - Pirqé Avot, suivi de L'étude
  - Le vocabulaire de la Qabbala : introduction.
  - La prière.

Livres publiés en hébreu :
- Sod Ha-Ivri (The Secret of the Hebrew Identity). Part I, Part II. ed. Gabrielle Ben Shmuel, Israel Pivko. Chava Bet El, 2005, 2009
- Misped Lamashiach?! (A Eulogy For the Messiah?!). ed. Israel Pivko, Itai Ashkenazi & Elyakim Simsovic, Chava Bet-El, 2006
- Sod Leshon Hakodesh (The Secret of the Holy Tongue). ed. Shlomo Ben-Naim & Israel Pivko, Chava Bet-El, 2007
- Sod Midrash Ha'Toladot (Midrash of the Engenderments). ed. Haim Rotenberg, Chava Beit El, 2009
- Midrash B'sod Ha'hafachim (Midrash in the Secret of Opposites) ed. Itay Ashkenazi, Yediot Achronot & Bet Morasha Press, 2009
- Israel m'eayn ule'an (Israel from where to where) ed. Chay Shaqday, Elyakim Simsovic, publ. privée Mendelbaum , 2013